# John Schlesinger
John Richard Schlesinger (Londres, 16 de febrero de 1926-Los Ángeles, 25 de julio de 2003), conocido como John Schlesinger, fue un director de cine británico.
Tras la Segunda Guerra Mundial inició estudios de dirección cinematográfica e interpretó pequeños papeles en el cine (Oh, Rosalinda y La batalla del Río de la Plata), hasta que realizó el cortometraje Sunday in the Park en 1957.
La BBC le encargó la realización de una película mensual para el programa de arte Monitor, uno de cuyos episodios, The innocent eyes, atrajo la atención de Edgar Anstey, director de la British Transport Films, con quien colaboró en la producción del documental Terminus, León de Oro del Festival Internacional de Cine de Venecia en 1962.
En 1965 rodó la película Darling, que le valió a Julie Christie el Óscar a la mejor actriz.
Consiguió su mayor triunfo con Midnight Cowboy, película basada en una novela de James Leo Herlihy y protagonizada por Jon Voight y Dustin Hoffman. Obtuvo siete candidaturas a los Óscar, de las que consiguió el de mejor película, mejor guion adaptado y mejor director.
En 1971 dirigió una de sus más elaboradas películas, Sunday, Bloody Sunday, sobre la relación paralela de un médico judío homosexual (Peter Finch) y una mujer divorciada (Glenda Jackson) con un joven bisexual (Murray Head).
Entre sus películas posteriores destacan Marathon Man (1976) con Dustin Hoffman y Laurence Olivier, Pacific Heights (1990) con Michael Keaton y Melanie Griffith, y Algo casi perfecto (2000) con Madonna y Rupert Everett.
Falleció a los 77 años en un centro médico de Palm Springs, en Los Ángeles, donde estaba ingresado a causa de una embolia.

## Filmografía
- A Kind of Loving (1962)
- Billy Liar (1963)
- Darling (1965)
- Far from the Madding Crowd (1967)
- Midnight Cowboy (1969)
- Domingo, maldito domingo (1971)
- Como plaga de langosta (1974)
- Marathon Man (1976)
- Yankis (1979)
- El juego del halcón (1985)
- Los creyentes (The Believers) (1987)
- Madame Sousatzka (1988)
- Pacific Heights (1990)
- El inocente (1993)
- Ojo por ojo (1995)
- La hija de Robert Poste (1996)
- The Next Best Thing (2000)

## Premios y distinciones
Premios Óscar
| Año  | Categoría      | Película                 | Resultado |
| ---- | -------------- | ------------------------ | --------- |
| 1966 | Mejor director | Darling                  | Nominado  |
| 1969 | Mejor director | Cowboy de medianoche     | Ganador   |
| 1972 | Mejor director | Domingo, maldito domingo | Nominado  |

Festival Internacional de Cine de Berlín
| Año  | Categoría   | Película             | Resultado |
| ---- | ----------- | -------------------- | --------- |
| 1962 | Oso de Oro  | Esa clase de amor    | Ganador   |
| 1969 | Premio OCIC | Cowboy de medianoche | Ganador   |